# Shadows of the Empire
Shadows of the Empire (em português: Sombras do Império) é um projeto multimídia da franquia de space opera épica Star Wars, que se encontra entre o Episódio V e VI. Um romance foi criado por Steve Perry e lançado como parte do Universo Expandido, atualmente é considerado não-canônico (Star Wars Legends).

## História
Na história, Luke Skywalker, e a Princesa Leia, com a ajuda de Lando Calrissian, Chewie, Wedge e o Rogue Squadron, partem numa tentativa de resgatar Han Solo das mãos de Boba Fett.
Eles contam com a ajuda de um dos melhores pilotos da galáxia de nome Dash Rendar. Ele descobre onde está Fett e os leva até lá. Boba Fett por sua vez tem que lutar contra outros caçadores de recompensas para continuar com sua "mercadoria": Han Solo.
Enquanto isso o Imperador (Darth Sidious) ordena a Darth Vader que consiga capturar Luke Skywalker, porém um vilão que vive nas sombras do Império, deseja tomar o lugar de Vader ao lado do Imperador, a saber: o Príncipe Xizor. Ele comanda uma organização de crime e contra-bando, e planeja matar Skywalker, levando Vader ao fracasso.
Assim, Luke tem que escapar das duas mais perigosas organizações da galáxia.
A aliança rebelde por meio dos Bothans consegue roubar os planos secretos da segunda Estrela da Morte, uma estação espacial poderosa capaz de destruir um planeta inteiro.
O desenrolar dos acontecimentos levam a Princesa Leia até Xizor e na tentativa de salvá-la, Luke se vê frente a frente com ele. Darth Vader se vê obrigado a fazer algo para impedir Xizor e assim proteger o filho de Anakin Skywalker: Luke.

## Nos países lusófonos

### Brasil
No Brasil, Meia Sete Editora, que publicava a revista Sci-Fi News, através do selo Sci-Fi Books publicou o livro de Steve Perry. Em 2014, a editora Aleph anunciou o relançamento no país.

### Portugal
Em Portugal, o romance foi publicado pelas Publicações Europa-América em agosto de 2000, com tradução de Maria João Andrade.

## Personagens de Sombras do Império
- Lista de personagens:
  - Príncipe Xizor
  - Darth Vader
  - Luke Skywalker
  - Han Solo
  - Dash Rendar
  - Darth Sidious (Imperador Palpatine)
  - Princesa Leia
  - Lando Calrissian
  - Guri
    - Boba Fett
    - Chewbacca
    - IG-88
    - C-3PO
    - R2-D2
    - Jix
      - Big Gizz
      - Koth Melan
      - Spero
      - Vidkun
      - Bossk
      - Piett
      - Nien Nunb
      - Dengar
      - Obi-Wan Kenobi
      - Avaro
      - Wedge

## Planetas de Sombras do Império
- Lista de planetas:
  - Coruscant
  - Tatooine
  - Zhar
  - Gall
  - Kile
  - Kothlis
  - Rodia
  - Hoth
  - Corellia
  - Ord Mantell
  - Bothawie